# Chailly-en-Gâtinais
Chailly-en-Gâtinais ist eine französische Gemeinde mit 688 Einwohnern (Stand: 1. Januar 2022) im Département Loiret in der Region Centre-Val de Loire. Sie ist Teil des Kantons Lorris im Arrondissement Montargis. Die Einwohner werden Calliaciens genannt.

## Geographie
Chailly-en-Gâtinais liegt etwa 47 Kilometer östlich von Orléans am Canal d’Orléans. Umgeben wird Chailly-en-Gâtinais von den Nachbargemeinden Auvilliers-en-Gâtinais im Norden, Presnoy im Nordosten, Thimory im Osten und Südosten, Noyers im Süden, Coudroy im Südwesten, Châtenoy im Westen und Südwesten sowie Beauchamps-sur-Huillard im Westen.

## Bevölkerungsentwicklung
| 1962                       | 1968 | 1975 | 1982 | 1990 | 1999 | 2006 | 2018 |
| -------------------------- | ---- | ---- | ---- | ---- | ---- | ---- | ---- |
| 316                        | 298  | 340  | 415  | 459  | 560  | 649  | 682  |
| Quellen: Cassini und INSEE |      |      |      |      |      |      |      |

## Sehenswürdigkeiten

Kirche Saint-Aignan

- Kirche Saint-Aignan